# 서울원촌초등학교
서울원촌초등학교(瑞草圓村初等學校)는 대한민국 서울특별시 서초구 반포동에 있는 공립 초등학교이다.

## 학교 연혁
- 1979년 9월 18일 서울원촌국민학교 개교
- 1995년 3월 21일 아동 급식실 개교
- 1996년 3월 1일 서울원촌초등학교로 개칭
- 1997년 9월 1일 제6대 김인규 교장 부임
- 1998년 5월 30일 꿈의 동산 개장
- 1999년 9월 1일 제7대 김신일 교장 부임
- 1999년 12월 30일 자매학교 및 자매부대 결연
- 2001년 6월 2일 학교공원 녹지화 사업 완공(서울특별시)
- 2003년 9월 1일 제8대 박대한 교장 부임
- 2004년 2월 13 일 제24회 졸업식(남111명, 여106명, 계 217명, 총누계 7,326명)
- 2004년 3월 1일 30학급 편성(특수학급2)
- 2004년 9월 8일 원촌동산 야생화 단지 조성
- 2004년 10월 16일 도서실 확장 개관
- 2005년 2월 16일 제25회 졸업식(남102명, 여65명, 계167명, 총 7,493명)
- 2005년 3월 1일 26학급 편성(특수학급2)
- 2005년 3월 1일 공동학구 지정(반포3동, 잠원동 지역)
- 2006년 2월 16일 제26회 졸업식(148명, 누계 7,641명)
- 2006년 3월 1일 반포주공아파트 재건축으로 임시 휴교[2]
- 2009년 3월 1일 재개교, 제9대 홍정숙 교장 부임
- 2009년 3월 1일 급식실, 도서관, 과학실, 실과실, 컴퓨터실, 학습준비물지원센터 리모델링
- 2009년 3월 1일 22학급 편성(특수학급 1포함)
- 2009년 5월 19일 재개교식
- 2010년 2월 10일 제27회 졸업식(144명, 누계 7,785명)
- 2010년 3월 1일 32학급 편성(특수 1학급 포함)
- 2011년 2월 17일 제28회 졸업식(168명, 누계 7,953명)
- 2011년 3월 1일 제10대 조상률 교장 부임
- 2014년 2월 14일 31회 졸업식(168명 졸업 총누계 8,459명)
- 2014년 3월 1일 제11대 이규창 교장 부임
- 2015년 2월 13일 32회 졸업식(총 204명 졸업,총누계 8,663명)
- 2016년 2월 12일 33회 졸업식(총 195명 졸업,총누계 8,858명)
- 2017년 2월 17일 34회 졸업식(총 199명 졸업,총누계 9,057명)
- 2017년 9월 1일 제12대 김영봉 교장 부임
- 2021년 9월 23일 제 13대 홍경희 교장
- 2022년 2월 10일 제 39회 졸업식(총 205명 졸업)

## 참고 자료
- 서울원촌초등학교 - 한국교육학술정보원 학교알리미